# Staatsminister (Deutschland)
Staatsminister (Abkürzung: StM) ist in Deutschland die Amtsbezeichnung eines hochrangigen Regierungsvertreters. Auf Bundesebene kann die Bezeichnung Parlamentarischen Staatssekretären verliehen werden. In Bayern, Hessen, Sachsen und Rheinland-Pfalz werden die Mitglieder der Landesregierung auf Ministerebene auch als Staatsminister bezeichnet.

## Historisch
Der Titel Staats- und Konferenzminister trat im deutschen Raum zum ersten Mal im 18. Jahrhundert auf und wurde individuell an Mitglieder fürstlicher Kabinette vergeben, um sie gegenüber den übrigen Räten abzugrenzen und deren besonders starke Stellung innerhalb der Regierung zu verdeutlichen. Dies war gleichzeitig mit der Herausbildung von Ressortstrukturen verbunden, in deren Folge sich eigene Behörden für die jeweiligen Fachbereiche (Auswärtiges, Justiz, Krieg etc.) des Staatsministers entwickelten.
Übernommen wurde der Titel auch für die Mitglieder der jeweiligen Landesregierungen zur Zeit der Weimarer Republik, um sich auch verbal an die Bezeichnung Freistaat anzulehnen, welche damals für die meisten deutschen Gliedstaaten üblich war, so auch in Preußen.
Im nationalsozialistischen Führerstaat wurden schon früh neue Ämterbezeichnungen geschaffen, um der stark hierarchisierten Staatstruktur und den vielen Sonderbehörden Ausdruck verleihen zu können. In die Amtszeit Hitlers fielen daher auch die beiden einzigen Ernennungen zu Staatsministern auf Ebene des Reichs. So wurde Otto Meissner zum Staatsminister und Chef der Präsidialkanzlei des Führers und Reichskanzlers und Karl Hermann Frank zum Deutschen Staatsminister für Böhmen und Mähren berufen. Beide wurden gleichzeitig in den Rang eines Reichsministers gestellt, was auch ihre tatsächliche Machtposition widerspiegelte.

## Staatsminister im Bund
Auf Bundesebene Deutschlands ist der Titel Staatsminister eine Bezeichnung, die auf Vorschlag des Bundeskanzlers im Einvernehmen mit dem zuständigen Bundesminister vom Bundespräsidenten (gemäß § 8 ParlStG) an einen Parlamentarischen Staatssekretär des Bundes für die Dauer seines Amtsverhältnisses oder für die Wahrnehmung einer bestimmten Aufgabe verliehen wird. Die Ernennungsurkunde und das Handbuch der Bundesregierung sehen dabei jedoch weiterhin die Ernennung zum „Parlamentarischen Staatssekretär beim Bundesminister der/des/für …“ vor.
Hiervon wurde lange Zeit nur im Bundeskanzleramt und im Auswärtigen Amt Gebrauch gemacht, zuletzt aber auch in anderen Bundesministerien:
- Die Staatsminister beim Bundesminister des Auswärtigen führen den Titel eher aus protokollarischen Gründen, um sie auf diplomatischem Parkett aufzuwerten. Seit November 2002 führt einer der Staatsminister beim Bundesminister des Auswärtigen die Bezeichnung in der Form Staatsminister für Europa.

- Staatsminister beim Bundeskanzler: Bundeskanzler Gerhard Schröder schuf im Jahr 1998 das Amt des Kulturstaatsministers (offiziell: Staatsminister beim Bundeskanzler und Beauftragter der Bundesregierung für Kultur und Medien) mit eigener Behörde. Die zunächst ebenfalls von einem Staatsminister beim Bundeskanzler wahrgenommene Aufgabe des Beauftragten der Bundesregierung für die neuen Länder mit dem Schwerpunkt Aufbau Ost wurde nach der Bundestagswahl 2002 im Zuge eines Organisationserlasses an den Bundesminister für Verkehr, Bau- und Wohnungswesen (bzw. Verkehr, Bau und Stadtentwicklung) übertragen. Bundeskanzlerin Angela Merkel verlegte 2005 die Stelle der Beauftragten der Bundesregierung für Migration, Flüchtlinge und Integration im Range einer Parlamentarischen Staatssekretärin vom Bundesministerium für Familie, Senioren, Frauen und Jugend ins Bundeskanzleramt und verlieh Maria Böhmer den Titel einer Staatsministerin. Für die Bund-Länder-Koordination existiert ebenfalls ein Staatsminister-Posten im Kanzleramt.

- Im Kabinett Merz wurden die Ost- und Migrationsbeauftragten im Finanz- bzw. Sozialministerium angesiedelt.

Aktuelle Staatsminister beim Bundeskanzler:
- Christiane Schenderlein (CDU, Ehrenamt und Sport)
- Wolfram Weimer (parteilos, Kultur und Medien)
- Michael Meister (CDU, Bund-Länder-Beziehungen)

Aktuelle Staatsminister beim Bundesminister des Auswärtigen:
- Gunther Krichbaum (CDU, Europa)
- Serap Güler (CDU)
- Florian Hahn (CSU)

Aktuelle Staatsministerin beim Bundesminister der Finanzen:
- Elisabeth Kaiser (SPD, Ostdeutschland)

Aktuelle Staatsministerin bei der Bundesministerin für Arbeit und Soziales:
- Natalie Pawlik (SPD, Migration, Flüchtlinge und Integration)

## Staatsminister in den Ländern
Während im Bund Staatsminister keinem Ministerium vorstehen, tragen in Bayern, Hessen, Rheinland-Pfalz und Sachsen die Chefs der Ministerien den Titel Staatsminister.
Nach dem Zweiten Weltkrieg und der Bildung neuer deutscher Länder in den einzelnen Besatzungszonen griff zunächst nur der Freistaat Bayern auf die Tradition zurück, die Mitglieder seiner Landesregierung als Staatsminister zu bezeichnen. Dies wurde auch im Abschnitt über die Aufgaben und Zusammensetzung der Staatsregierung von Anfang an in der Verfassung des Freistaates Bayern so verankert (siehe Art. 43 Abs. 2 BayVerf). Die Anzahl der Staatsminister legt der Ministerpräsident fest, sie darf jedoch höchstens 17 betragen. Die Ressortabgrenzung der Staatsministerien ist in der Geschäftsverteilung der Bayerischen Staatsregierung festgelegt. Üblich ist es auch geworden, den Chef der Staatskanzlei sowie ein Kabinettsmitglied für Bundes- und/oder Europaangelegenheiten in den Rang eines Staatsministers zu versetzen.
Das Land Hessen übernahm die Bezeichnung Staatsminister nur insofern, als es sie als bloßen Zusatz- beziehungsweise Ehrentitel an alle Mitglieder der Landesregierung im Ministerrang vergibt (zum Beispiel „Staatsminister und Minister der Finanzen des Landes Hessen“)
Auch in Rheinland-Pfalz werden die Minister gewohnheitsmäßig als Staatsminister bezeichnet, auch wenn dies in der Verfassung nicht vorgesehen ist.
Mit der Wiedervereinigung Deutschlands und dem Entstehen neuer Länder auf dem Boden der vormaligen Deutschen Demokratischen Republik wurde die Bezeichnung dann nach bayerischem Vorbild von Sachsen in die Verfassung des Freistaates Sachsen übernommen (gemäß Art. 59 Abs. 2 SächsVerf).
Ministerpräsident Wolfgang Böhmer verlieh nach gewonnener Landtagswahl kraft seiner Organisationshoheit den Titel Staatsminister als Funktionsbezeichnung für den Chef der Staatskanzlei des Landes Sachsen-Anhalt.
In Baden-Württemberg trägt nur der Leiter der Staatskanzlei, offiziell als Staatsministerium bezeichnet, den Titel Staatsminister. Er befindet sich im Rang eines Staatssekretärs.
In Nordrhein-Westfalen werden ehemalige Landesminister nach langjähriger Staatspraxis als „Staatsminister a. D.“ bezeichnet. Die Bezeichnung Staatsminister für ehemalige Landesminister ist gewohnheitsrechtlich zu verstehen. Sie findet sich weder in der Landesverfassung noch im Landesministergesetz und gilt auch nicht für Minister, die noch Mitglieder der Landesregierung sind.